# Donald O'Connor
Donald David Dixon Ronald O'Connor, född 28 augusti 1925 i Chicago, död 27 september 2003 i Calabasas, Kalifornien, var en amerikansk skådespelare, dansare och kompositör.

## Biografi
Donald O'Connor var son till cirkusartister; hans far, som dog när O'Connor var två år gammal, var berömd för att kunna hoppa över fyra elefanter. O'Connor själv gjorde scendebut blott tre dagar gammal, och när han var 13 månader föreställde han en boll som hans bröder kastade runt på scenen. Han tillbringade hela sin barndom med att turnera runt i USA tillsammans med sin mor och syskon.
O'Connor gjorde filmdebut 1937 i Melody for Two. I början på 1940-talet medverkade han i en rad musikalfilmer mot bland andra Peggy Ryan och Ann Blyth.
1944 gifte han sig med en 17-årig flicka men äktenskapet upplöstes 1954; i äktenskapet föddes en dotter.
O'Connor är mest känd för sitt dansartisteri i rollen som Cosmo Brown i filmen Singin' in the Rain mot Gene Kelly och Debbie Reynolds.
1956 började han även komponera musik och dirigerade Los Angeles Philharmonic vid uruppförandet av sin första symfoni. 1962 erbjöds O'Connor rollen som James Bond i den första filmen Agent 007 med rätt att döda  men tackade nej på grund av andra engagemang.

## Filmografi i urval
- 1937 – Melody for Two
- 1938 – Tom Sawyer som detektiv
- 1942 – Give out, Sisters
- 1944 – The Merry Monahans
- 1944 – From Bowery to Broadway
- 1950 – Francis
- 1952 – Singin' in the Rain
- 1953 – Dansa med mej
- 1953 – Call Me Madam
- 1954 – Sex i elden
- 1965 – Min säng är din
- 1981 – Ragtime